# Eddy Planckaert
Eddy Planckaert (nacido el 22 de septiembre de 1958 en Nevele, provincia de Flandes Oriental), fue un ciclista belga, profesional entre los años 1980 y 1991, durante los cuales logró 103 victorias.
Dada su velocidad, su especialidad eran las llegadas al sprint, lo cual le valió para ganar un considerable números de pruebas ciclistas. Entre sus principales logros está el ganar etapas en las tres Grandes Vueltas y la victoria en la clasificación por puntos en el Tour de Francia 1988. También tuvo actuaciones reseñables en muchas clásicas, destacando sobre todo sus victorias en el Tour de Flandes en 1988 y en la París-Roubaix en 1990.
Sus hermanos Willy y Walter también fueron ciclistas profesionales, así como su sobrino Jo.

## Palmarés
| 1978 - Flecha Flamenca 1979 - Flecha Flamenca - Course des chats 1980 - Course des chats 1981 - 1 etapa del Tour de Francia - Delta Profronde - 1 etapa del Tour de Luxemburgo - 1 etapa de los Tres Días de La Panne 1982 - 5 etapas de la Vuelta a España - 2 etapas de la Vuelta al País Vasco - 1 etapa de los Tres Días de La Panne 1983 - Flecha Brabançona - 1 etapa de la París-Niza - 2 etapas de los Cuatro Días de Dunkerque - Halle-Ingooigem 1984 - Vuelta a Bélgica, más 3 etapas - Omloop Het Volk - Estrella de Bessèges, más 4 etapas - 3 etapas del Tour del Mediterráneo - 2 etapas en la París-Niza - 1 etapa de los Tres Días de La Panne - 1 etapa de la Vuelta a Suiza - 1 etapa de los Cuatro Días de Dunkerque - Gran Premio Marcel Kint - Gran Premio La Marsellesa - 2.º en el Campeonato de Bélgica en Ruta 1985 - Omloop Het Volk - 2 etapas de la Vuelta a España - 2 etapas de las París-Niza - A través de Flandes - Acht van Chaam - 1 etapa de la Vuelta a los Países Bajos - 1 etapa de los Tres Días de La Panne - 1 etapa de la Vuelta a Bélgica | 1986 - 4 etapas de la Semana Catalana - 2 etapas de la Vuelta a España - 1 etapa del Tour de Francia - 1 etapa de la Estrella de Bessèges - Gran Premio La Marsellesa - 1 etapa de los Tres Días de La Panne - 1 etapa de la Vuelta a Bélgica 1987 - 2 etapas del Tour del Mediterráneo - 1 etapa del Giro de Italia - 1 etapa de la París-Niza - E3-Prijs Harelbeke 1988 - Clasificación por puntos del Tour de Francia - Tour de Flandes - 1 etapa de los Cuatro Días de Dunkerque 1989 - E3-Prijs Harelbeke - Omloop Mandel-Leie-Schelde - 1 etapa de la Vuelta a España - 2.º en el Campeonato de Bélgica en Ruta 1990 - París-Roubaix - 1 etapa de la Tirreno-Adriático - 1 etapa de la Vuelta a Asturias - 1 etapa de la Bicicleta Vasca - Tour de Limburgo |

## Resultados

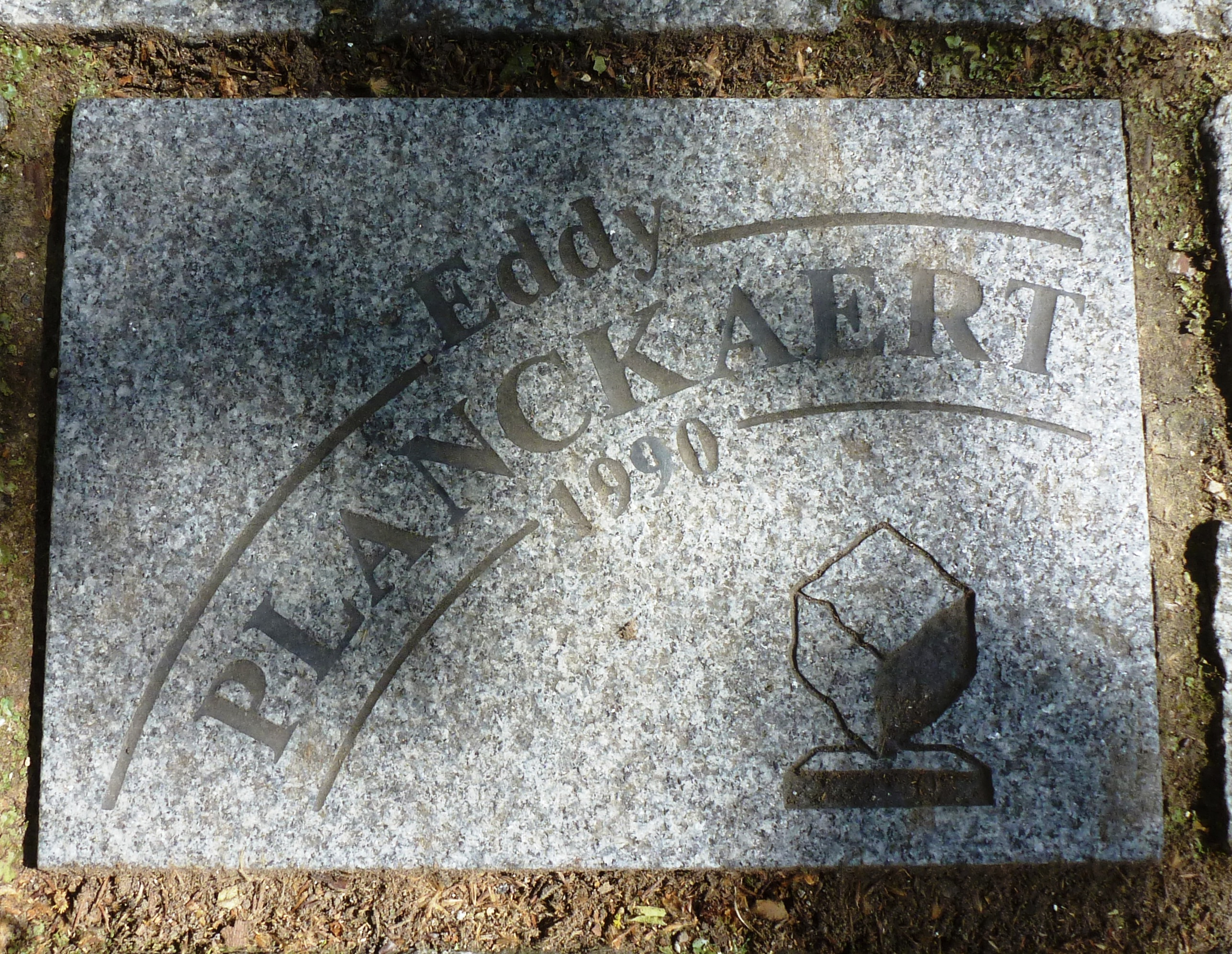
Losa de pavimento dedicada a Eddy Planckaert por su victoria en la París-Roubaix de 1990.

Durante su carrera deportiva ha conseguido los siguientes puestos en Grandes Vueltas y carreras de un día:

### Grandes Vueltas
| Carrera | Carrera         | 1980 | 1981 | 1982 | 1983 | 1984 | 1985 | 1986 | 1987  | 1988  | 1989 | 1990 | 1991 |
| ------- | --------------- | ---- | ---- | ---- | ---- | ---- | ---- | ---- | ----- | ----- | ---- | ---- | ---- |
|         | Giro de Italia  | —    | —    | —    | —    | —    | —    | —    | 117.º | —     | —    | —    | —    |
|         | Tour de Francia | —    | Ab.  | Ab.  | —    | Ab.  | —    | Ab.  | —     | 115.º | Ab.  | Ab.  | —    |
|         | Vuelta a España | —    | —    | Ab.  | —    | —    | Ab.  | Ab.  | —     | —     | 95.º | —    | Ab.  |

### Clásicas, Campeonatos y JJ. OO.
| Carrera                | Carrera                | 1980 | 1981 | 1982 | 1983 | 1984 | 1985 | 1986 | 1987 | 1988 | 1989 | 1990 | 1991  |
| ---------------------- | ---------------------- | ---- | ---- | ---- | ---- | ---- | ---- | ---- | ---- | ---- | ---- | ---- | ----- |
| Omloop Het Nieuwsblad  | Omloop Het Nieuwsblad  | —    | —    | 5.º  | —    | 1.º  | 1.º  | X    | 7.º  | —    | 15.º | 5.º  | —     |
| Kuurne-Bruselas-Kuurne | Kuurne-Bruselas-Kuurne | —    | —    | 2.º  | 3.º  | —    | —    | X    | —    | —    | —    | —    | —     |
|                        | Milan San Remo         | —    | 20.º | 18.º | —    | 7.º  | —    | —    | —    | 45.º | 18.º | —    | 5.º   |
| A Través de Flandes    | A Través de Flandes    | —    | 14.º | —    | —    | 18.º | 1.º  | —    | —    | —    | 15.º | 13.º | —     |
| E3 Harelbeke           | E3 Harelbeke           | —    | 9.º  | 7.º  | 26.º | 2.º  | 3.º  | —    | 1.º  | 3.º  | 1.º  | 44.º | 7.º   |
| Gante-Wevelgem         | Gante-Wevelgem         | —    | 17.º | 4.º  | 13.º | 6.º  | 44.º | 9.º  | 42.º | 10.º | 45.º | 54.º | 111.º |
|                        | Tour de Flandes        | —    | —    | 2.º  | —    | 21.º | 11.º | —    | —    | 1.º  | —    | 48.º | —     |
| Scheldeprijs           | Scheldeprijs           | —    | —    | —    | —    | —    | 7.º  | —    | —    | 2.º  | 11.º | 28.º | —     |
|                        | París-Roubaix          | —    | 13.º | 5.º  | 9.º  | —    | 6.º  | 28.º | 16.º | 15.º | 5.º  | 1.º  | 50.º  |
| Flecha Brabanzona      | Flecha Brabanzona      | —    | —    | 2.º  | 1.º  | —    | —    | 2.º  | —    | —    | —    | —    | —     |
| Amstel Gold Race       | Amstel Gold Race       | —    | —    | —    | 13.º | —    | —    | —    | 7.º  | 12.º | 9.º  | 82.º | —     |
| Campeonato de Zúrich   | Campeonato de Zúrich   | —    | —    | —    | —    | —    | —    | —    | —    | 12.º | —    | —    | —     |
| Mundial en Ruta        | Mundial en Ruta        | —    | —    | Ab.  | —    | —    | Ab.  | —    | —    | 13.º | —    | —    | —     |
| Bélgica en Ruta        | Bélgica en Ruta        | —    | —    | 7.º  | —    | 2.º  | —    | 17.º | —    | 6.º  | 2.º  | —    | —     |

 —: No participa

Ab.: Abandona

X: Ediciones no celebradas